# Idioma aribwatsa
El idioma ariwatsa es un lengua austronesia extinta que se hablaba en Nueva Guinea. Se hablaba más concretamente en Lae, en la provincia de Morobe. Los descendientes de los hablantes de este idioma, suelen hablar el idioma bukawa, por el norte del Golfo de Huon y en varias aldeas del sur. El idioma es un subgrupo de los idiomas Busu.